# 李常春
李常春（1909年1月24日—1983年），陕西榆林绥德县人。
1933年参加革命。
1934年加入中国共产党。
1938年延安市组织部长李常春筹办保健药社。
1939年1月开办保健药社，李常春任主任。
1939年12月改为卫生材料厂，李常春任厂长，令狐野任副厂长。
1958年调任西安医科大学第一附属医院中医教研组副主任。
1979年调任陕西省中医研究所。